# Fidel

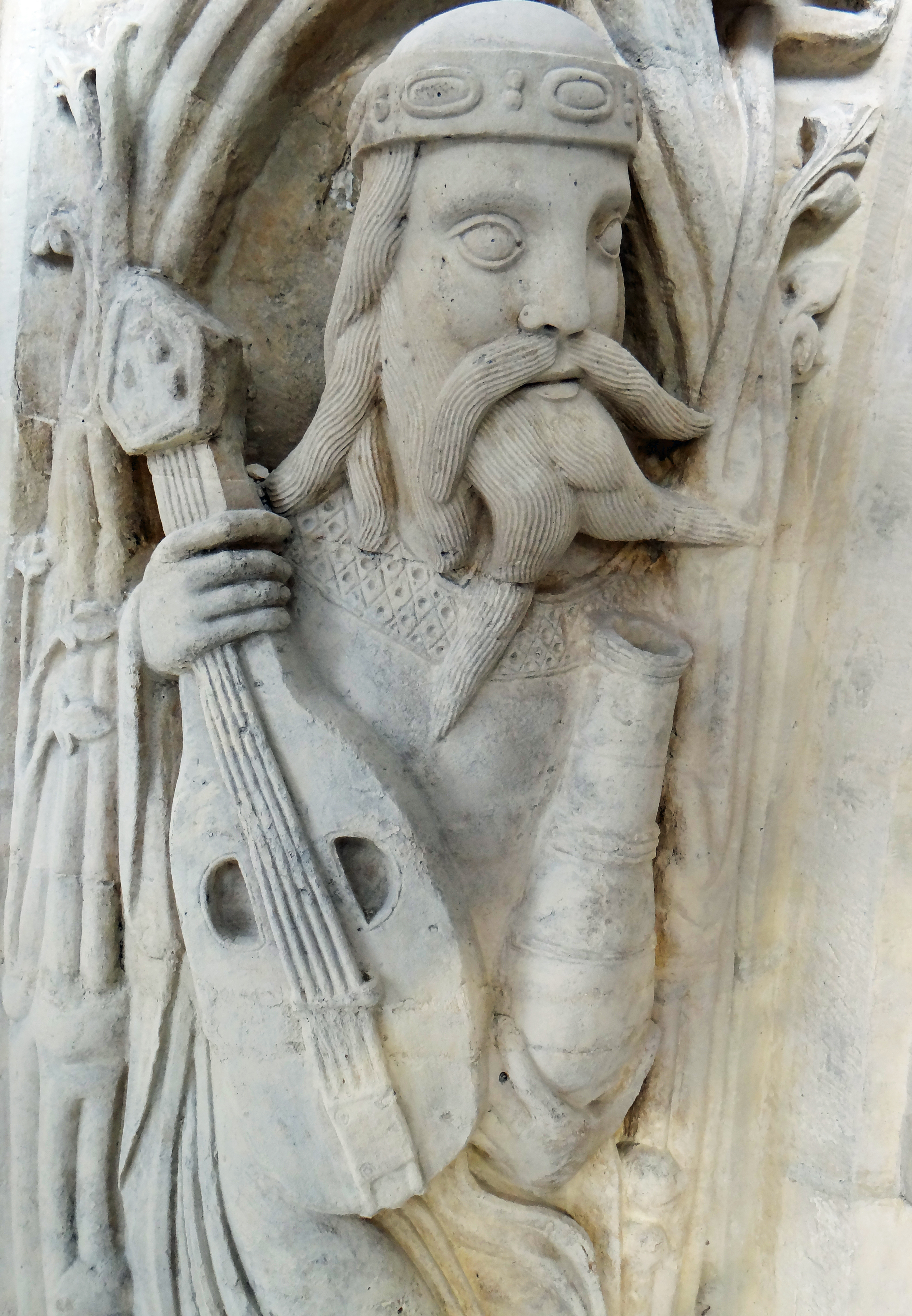
Einer der 24 Ältesten der Apokalypse, Portal der Kathedrale von Saint-Denis (um 1200)

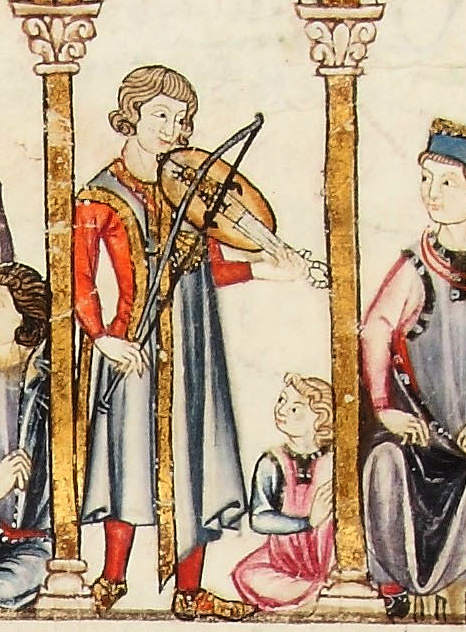
Spiel auf der Fidel, Buch-Illustration aus den Cantigas de Santa Maria (um 1300)

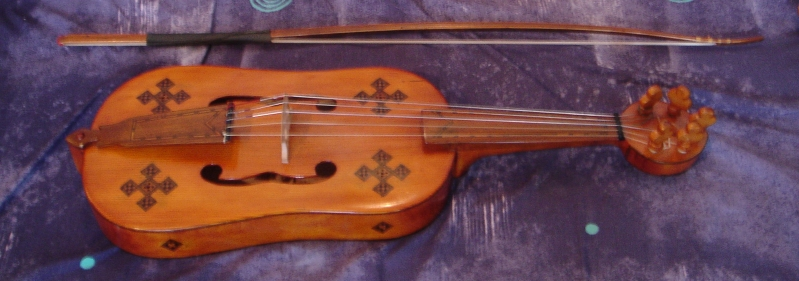
Rekonstruktion einer Memling-Fidel

Wappen von Stein AG

Fidel, auch Fiedel (althochdeutsch fidula, mittelhochdeutsch fidel, fyddel, videl), ist ein Oberbegriff für zahlreiche mit dem Bogen gestrichene Lauteninstrumente, die nicht notwendig in der Form, aber in ihrer Spieltechnik und Haltung der Violine ähneln. Hierzu gehören zu den Sattelknopfinstrumenten gerechnete Streichinstrumente, die im Mittelalter von der Rebec oder Rotta unterschieden wurden. Darüber hinaus werden weltweit in der Volksmusik oder traditionellen Musik verwendete kleine Streichinstrumente unspezifisch als Fidel bezeichnet. Englisch Fiddle steht für nicht-klassische Spielweisen der Violine in zeitgenössischen populären und ethnischen Traditionsmusiken, wie dem Folk.

## Schreibweise und verwandte Wörter
Vor dem 19. Jahrhundert war die Schreibweise nicht vereinheitlicht. Es finden sich neben fidel, fiedel auch Schreibweisen mit beginnendem v. Die Wortherkunft kann bis zum Altprovenzalischen zurückverfolgt werden. Eine Verwandtschaft mit Viola (italienisch viola) ist wahrscheinlich, die Details sind jedoch umstritten. Ein Zusammenhang mit italienisch viella, spanisch vihuela, franz. vièle, vielle ist dagegen nicht herzustellen. 
Die Musikwissenschaft hat sich weitgehend auf die Schreibweise Fidel für historische Streichinstrumente festgelegt, so das Lexikon Musik in Geschichte und Gegenwart (MGG). Ebenso die Basler Hochschule Schola Cantorum Basiliensis, wahrscheinlich die weltweit einzige Musikhochschule, an der man Fidel als Hauptfach studieren kann.
Die Schreibweise Fiedel wird ebenso wie Fidel für violinenähnliche Streichinstrumente von Volksmusikstilen und außereuropäische Streichinstrumente unabhängig von ihrer Bauart verwendet. Das englische Wort Fiddle steht besonders für eine Streichlaute, die in der Country- und Folk-Musik anstelle der modernen Geige verwendet wird. Namensverwandte Streichinstrumente sind Vihuela, Schlüsselfidel und Fiðla.

## Historische Fideln
Als Streichinstrument der Mittelalter- und Renaissancemusik war neben der Fidel vor allem die Rebec von Bedeutung. Während die mittelalterliche Fidel einen flachen Boden und ein Wirbelbrett mit senkrecht vorn oder hinten aufgesetzten Stimmwirbeln hatte, besaß die Rebec einen gewölbten Rücken und zur Seite abstehende Stimmwirbel. Der Bogen bestand aus einem gebogenen Stab, der die Rosshaarbespannung straff hielt.
Die historische Fidel (genannt auch Fidula) ist schon im 11. Jahrhundert nachweisbar; im 12. Jahrhundert tauchen Fideln häufig in Portaltympana als Instrumente der 24 Ältesten der Apokalypse auf. Fideln besaßen meist fünf bis sieben Saiten in Quint- und Quartstimmung (sowohl mit als auch – als Vorläufer der Großgeigen – ohne Bordunsaiten), von vorne oder hinten gesteckte Wirbel und einen ovalen oder taillierten Korpus. Die Fidel war das wichtigste Instrument der Troubadoure und Minnesänger, Hieronymus von Moravia überliefert im 13. Jahrhundert die meistverbreiteten Stimmungen der Fidel, beginnend (eingeklammert) mit dem Bordun:
1. (d-)G-g-d'-d'
2. (d-)G-g-d'-g'
3. (G-)G-d-c'-c'

Die Stimmungen 1 und 3 scheinen darauf hinzuweisen, dass die Fidel mitunter Doppelsaiten verwendete, somit rein musikalisch gesehen manchmal nur über drei Spielsaiten verfügte, ähnlich wie das Rebec. Im 15. Jahrhundert entwickelte sich aus der Fidel die Lira da braccio, die zusätzlich zu den fünf Spielsaiten zwei neben dem Griffbrett befindliche Bordunsaiten hatte. Die Stimmung dieses Instrumentes war d-d′-g-g′-d′-a′-e″.
Aus Fidel und Rebec entwickelten sich die Streichinstrumente. Die Viola da braccio des 15. Jahrhunderts war der heutigen Violine schon sehr ähnlich. Zu Nachfahren mittelalterlicher Fideln in der osteuropäischen Volksmusik siehe: Husle. Eine bis Ende des 19. Jahrhunderts in Polen gespielte, alte Form einer Fidel ist die Suka. Seit den 1990er Jahren wird der in Zeichnungen überlieferte Typ der Suka wieder hergestellt.
Zu den Herstellern von Fideln im 20. Jahrhundert gehörten beispielsweise die Werkstatt für Historische Musikinstrumente und Fidelbau von Emmo Koch in Bremen und in Mittenwald Karl Frank (sechssaitige, in Quarten gestimmten und im Schoß zu spielende Mittenwalder Fideln).

## Moderne Fideln
Gebräuchlich ist der Name Fidel, früher auch Neue Fidel genannt, auch für ein Streichinstrument, das erst im 20. Jahrhundert aufkam. Es handelt sich um eine modernisierte Form der Viola da Gamba, eines historischen Streichinstrumentes, welches im Zuge der historische Aufführungspraxis im 20. Jahrhundert wiederentdeckt wurde. Die Fidel entspricht ihrer historischen Vorlage in Spielweise und Stimmung. Mitte des 20. Jahrhunderts entwickelten Geigenbauer mit der Fidel eine robustere, kostengünstigere Form der Gambe, um Anfängern den Zugang zu diesem Instrument zu erleichtern. An einigen Musikschulen wird sie noch als Einstiegsinstrument unterrichtet.
Fideln gibt es in verschiedenen Tonlagen, am meisten verbreitet ist sie in der hohen Diskantlage. Im Unterschied zur Gambe wird die Fidel mit Stahlsaiten bespannt. Viele Fideln werden über Mechaniken statt über Wirbel gestimmt, es gibt aber auch Varianten mit Wirbeln und Feinstimmern, ähnlich wie bei Geigen. Gespielt wird sie wie die Diskantgambe zwischen den Beinen gehalten oder mit dem Korpus auf den Schoß gestellt. Der Hals ragt dabei nach oben. Fideln haben fünf bis sechs Saiten in Quart-Terz-Stimmung und ein mit Bünden versehenes Griffbrett.
Übliche Stimmung:
- 5-saitig: g-c′-e′-a′-d″
- 6-saitig: d-g-c′-e′-a′-d″